# Stuvning
Stuvning er en tilberedning af mad, hvor ingredienserne (kød, fisk og/eller grøntsager) koges langsomt i en væske. Væsken kan være vand, en suppe, mælk eller fløde. En stuvning kan være lavet med mel som jævning.
Hvis kød, fisk eller grøntsager steges sammen med mel før tilsætning af væsken, tales der om en mørk stuvning. Er ingredienserne ikke stegt først, er der tale om en lys stuvning.
| Mad og drikke | Spire Denne artikel om mad og drikke er en spire som bør udbygges. Du er velkommen til at hjælpe Wikipedia ved at udvide den. |